# 中丸明
中丸 明（なかまる あきら、1941年 - 2008年1月）は、日本のエッセイスト。日西協会終身会員。
スペインに関係したエッセイや著作を数多く発表している。その作品の最大の特徴は「登場人物に名古屋弁を喋らせること」「非常に下品な下ネタが多いこと」であると考えられている。

## 生涯
日本統治時代の朝鮮の京城（現韓国ソウル市）生まれ。本名・栗原裕。同志社大学卒業。徳間書店の編集者として活動後、スペインに移住し、著作家となる。

## 著書
- 『スペインを読む事典』（JICC出版局 1992年）
- 『ドン・キホーテの国』（TBSブリタニカ 1992年）
- 『スペイン・旅のうんちくノート』（JICC出版局 1992年 「スペインうたたね旅行」文春文庫）
- 『支倉常長異聞 海外に消えた侍たち』（宝島社 1994年）
- 『プラド美術館 絵画が語るヨーロッパ盛衰史』新潮選書 1995年）
- 『絵画で読む聖書』（新潮社 1997年 のち新潮文庫）
- 『スペイン5つの旅』（文藝春秋 1997年 のち文春文庫）
- 『スペインひるね暮らし』（文藝春秋 1997年 のち文春文庫）
- 『モナ・リザへの旅』（集英社 1998年）
- 『ハプスブルク一千年』（新潮社 1998年 のち新潮文庫）
- 『スペイン ゴヤへの旅』（文藝春秋 1998年）
- 『丸かじりドン・キホーテ』（日本放送出版協会 1998年 のち新潮文庫）
- 『聖母マリア伝承』（文春新書 1999年）
- 『海の世界史』（講談社現代新書 1999年）
- 『絵画で読むグレコのスペイン』（新潮社 1999年）
- 『ロルカ―スペインの魂』（集英社新書 2000年）
- 『好色義経記』（新潮文庫 2005年）
- 『スペイン、とっておき!』（文春文庫 2007年）

## 翻訳
- ドン・キホーテ （ミゲル・デ・セルバンテス 第三文明社（少年少女希望図書館） 1988年）